# كاميلو بينيتيز
كاميلو بينيتيز هو لاعب كرة قدم إكوادوري في مركزي الهجوم والوسط، ولد في 16 أغسطس 1999 في إيبارا في الإكوادور. لعب مع سويب بارك رينجرز.

## وصلات خارجية
- كاميلو بينيتيز على موقع قاعدة بيانات كرة القدم.إي يو (الإنجليزية)
- كاميلو بينيتيز على موقع Soccerway.com (الإنجليزية)